# Lucía Gaido
Pour les articles homonymes, voir Gaido.
Lucía Gaido est une ancienne joueuse argentine de volley-ball née le 19 janvier 1988 à Santa Fe. Elle mesure 1,62 m et jouait au poste de libero. Elle a totalisé 31 sélections en équipe d'Argentine.

## Clubs
| Club                       | De        | À         |
| -------------------------- | --------- | --------- |
| Club Atlético Boca Juniors | 2006-2007 | 2010-2011 |
| Lokomotiv VK               | 2011-2012 | 2011-2012 |
| CS Ştiinţa Bacău           | 2012-2013 | 2014-2015 |

## Palmarès

### Équipe nationale
- Championnat d'Amérique du Sud
  - Finaliste : 2011, 2013.

### Clubs
- Challenge Cup
  - Vainqueur : 2012.
- Championnat de Roumanie
  - Vainqueur : 2013, 2014.
- Coupe de Roumanie
  - Vainqueur : 2013, 2014.
- Championnat d’Argentine
  - Vainqueur : 2011.
  - Finaliste : 2008, 2009, 2010.
- Coupe d’Argentine
  - Vainqueur : 2011.

### Distinctions individuelles
- Championnat d'Amérique du Sud de volley-ball féminin 2011: Meilleure défenseur.
- Coupe panaméricaine de volley-ball féminin 2013: Meilleure défenseuse et meilleure libéro[1].